# Списак градова у Литванији
У Литванији званично постоји 103 града (литв. јед. miestas, мн. miestai). По државном закону звање града може добити свако насеље збијеног облика са више од 3.000 становника, у коме бар 2/3 запослених не ради у примарном сектору производње (пољопривреда, шумарство, лов и риболов). У посебним приликама и мања насеља са историјски наслеђеним статусом града могу добити звање града.
Први градови у Литванији јављају се у 13. и 14. веку. Најстарији град у држави је Клајпеда. Већина градова у држави је стара, настала пре 18. века, али постоје и нови, настали као последица нагле индустријализације земље у 20. веку. Неки су настали из познатих излетишта и одморишта.
Већина од 103 града у Литванији је мала и свега 19 градова има више од 20.000 становника. Предност је њихов равномеран размештај по целој државном подручју. По последњем попису из 2001. г. 66,7% становништва Литваније је живело у градовима и овај постотак и даље расте.

## Списак градова по величини
Градови су више од 20.000 становника су ближе описани.
| Бр. | Грб | Град        | Становништво (2001. г.) | Становништво (2014. г.) | Оснивање града | Округ             |
| --- | --- | ----------- | ----------------------- | ----------------------- | -------------- | ----------------- |
| 1.  |     | Вилњус      | 554.281                 | 539.939                 | 1387.          | Вилњус округ      |
| 2.  |     | Каунас      | 378.943                 | 304.097                 | 1408.          | Каунас округ      |
| 3.  |     | Клајпеда    | 192.954                 | 157.350                 | 1257.          | Клајпеда округ    |
| 4.  |     | Шјауљај     | 133.883                 | 105.653                 | 1589.          | Шјауљај округ     |
| 5.  |     | Паневежис   | 119.749                 | 96.345                  | 1837.          | Паневежис округ   |
| 6.  |     | Алитус      | 71.491                  | 56.364                  | 1581.          | Алитус округ      |
| 7.  |     | Маријамполе | 48.675                  | 39.542                  | 1792.          | Маријамполе округ |
| 8.  |     | Мажејкјај   | 42.675                  | 36.278                  | 1924.          | Телшијај округ    |
| 9.  |     | Јонава      | 34.954                  | 34.056                  | 1864.          | Каунас округ      |
| 10. |     | Утена       | 33.860                  | 28.391                  | 1599.          | Утена округ       |
| 11. |     | Кедајњај    | 32.048                  | 26.080                  | 1590.          | Каунас округ      |
| 12. |     | Телшијај    | 31.460                  | 24.500                  | 1791.          | Телшијај округ    |
| 13. |     | Висагинас   | 29.554                  | 20.238                  | 1977.          | Утена округ       |
| 14. |     | Таураге     | 29.124                  | 24.043                  | 1924.          | Таураге округ     |
| 15. |     | Укмерге     | 28.759                  | 22.904                  | 1486.          | Вилњус округ      |
| 16. |     | Плунге      | 23.436                  | 19.142                  | 1792.          | Телшијај округ    |
| 17. |     | Шилуте      | 21.476                  | 15.044                  | 1941.          | Клајпеда округ    |
| 18. |     | Кретинга    | 21.423                  | 18.124                  | 1609.          | Клајпеда округ    |
| 19. |     | Радвилишкис | 20.339                  | 19.625                  | 1923.          | Шјауљај округ     |

Остали градови са мање од 20.000 становника су:
| - Друшкининкај - Паланга - Рокишкис - Биржај - Гаргждај - Куршенај - Електренај - Јурбаркас - Гарљава - Вилкавишкис - Расејњај - Наујоји Акмене - Аникшчај - Лентварис - Григишкес - Пријенај - Јонишкис - Келме - Варена - Кајшјадорис - Пасвалис - Купишкис - Зарасај - Скуодас - Казлу Руда - Ширвинтос - Молетај - Швенчионељај | - Шакјај - Шалчининкај - Игналина - Кибертај - Пабраде - Пакруојис - Неменчине - Тракај - Швенчионис - Виевис - Лаздијај - Калварија - Риетавас - Жјежмарјај - Ејшишкес - Ариогала - Вента - Шедува - Бирштонас - Акмене - Титувенај - Рудишкес - Пагеђај - Неринга - Вилкија - Жагаре - Виекшјај - Скаудвиле | - Ежерелис - Гелгаудишкис - Кудиркос Наумјестис - Симас - Салантај - Линкува - Вејсјејај - Рамигала - Пријекуле - Јонишкелис - Јиезнас - Даугај - Обељај - Варњај - Вирбалис - Вабалнинкас - Седа - Субачиус - Балтоји Воке - Дукштас - Панделис - Дусетос - Ужвентис - Каварскас - Смалининкај - Трошкунај - Панемуне |